# Edward Hibbert
Edward Hibbert (Long Island, 9 settembre 1955) è un attore inglese naturalizzato statunitense, conosciuto per la partecipazione alla famosa sit-com Frasier, dove interpretava il personaggio ricorrente Gil Chesterton.

## Biografia
Edward Hibbert nasce a Long Island il 9 settembre del 1955, figlio di due attori teatrali.
A 14 anni, nel 1969, rimane orfano del padre Geoffrey.
Nel 2011 canta e recita a Broadway nel musical Curtains con Debra Monk e Karen Ziemba.

## Filmografia parziale

### Cinema
- Il club delle prime mogli (The First Wives Club), regia di Hugh Wilson (1996)
- Tutti dicono I Love You, regia di Woody Allen (1996)
- Loch Ness, regia di John Henderson (1996) - cameo
- Sparami stupido! (Friends & Family), regia di Kristen Coury (2001)
- Codice Homer - A Different Loyalty (A Different Loyalty), regia di Marek Kanievska (2004)
- The Prestige, regia di Christopher Nolan (2005)
- Anamorph - I ritratti del serial killer (Anamorph), regia di Henry Miller (2007)

### Televisione
- La signora in giallo - serie TV, 1 episodio (1994)
- La tata - serie TV, 1 episodio (1995)
- Frasier - serie TV, 29 episodi (1994-2004)
- C'era una volta una principessa (Once Upon A Mattress), regia di Kathleen Marshall – film TV (2005)
- 2 Broke Girls - serie TV, 1 episodio (2016)
- Blue Bloods – serie TV, un episodio (2019)

### Doppiatore
- Il re leone II - Il regno di Simba (1998)
- Timon e Pumbaa (2 episodi, 1996-1999)
- Il re leone 3 - Hakuna Matata (2004)
- Il ritorno di Mary Poppins (Mary Poppins Returns), regia di Rob Marshall (2018)

## Doppiatori italiani
Nelle versioni in italiano delle opere in cui ha recitato, Edward Hibbert è stato doppiato da:
- Renato Cortesi in La signora in giallo, Anamorph - I ritratti del serial killer
- Carlo Reali in The Prestige, C'era una volta una principessa
- Mino Caprio in Frasier (st. 1-4)
- Giorgio Lopez in Frasier (st. 5)
- Goffredo Matassi in Frasier (st. 6-11)
- Giovanni Petrucci in Frasier (ep. 11x24)
- Jacques Peyrac ne Il club delle prime mogli
- Gabriele Carrara in La tata
- Maurizio Reti in Codice Homer - A Different Loyalty
- Oliviero Dinelli in Blue Bloods

Da doppiatore è sostituito da:
- Roberto Del Giudice ne Il re leone II - Il regno di Simba, Il re leone 3 - Hakuna Matata
- Oliviero Dinelli ne Il ritorno di Mary Poppins